# 아라한

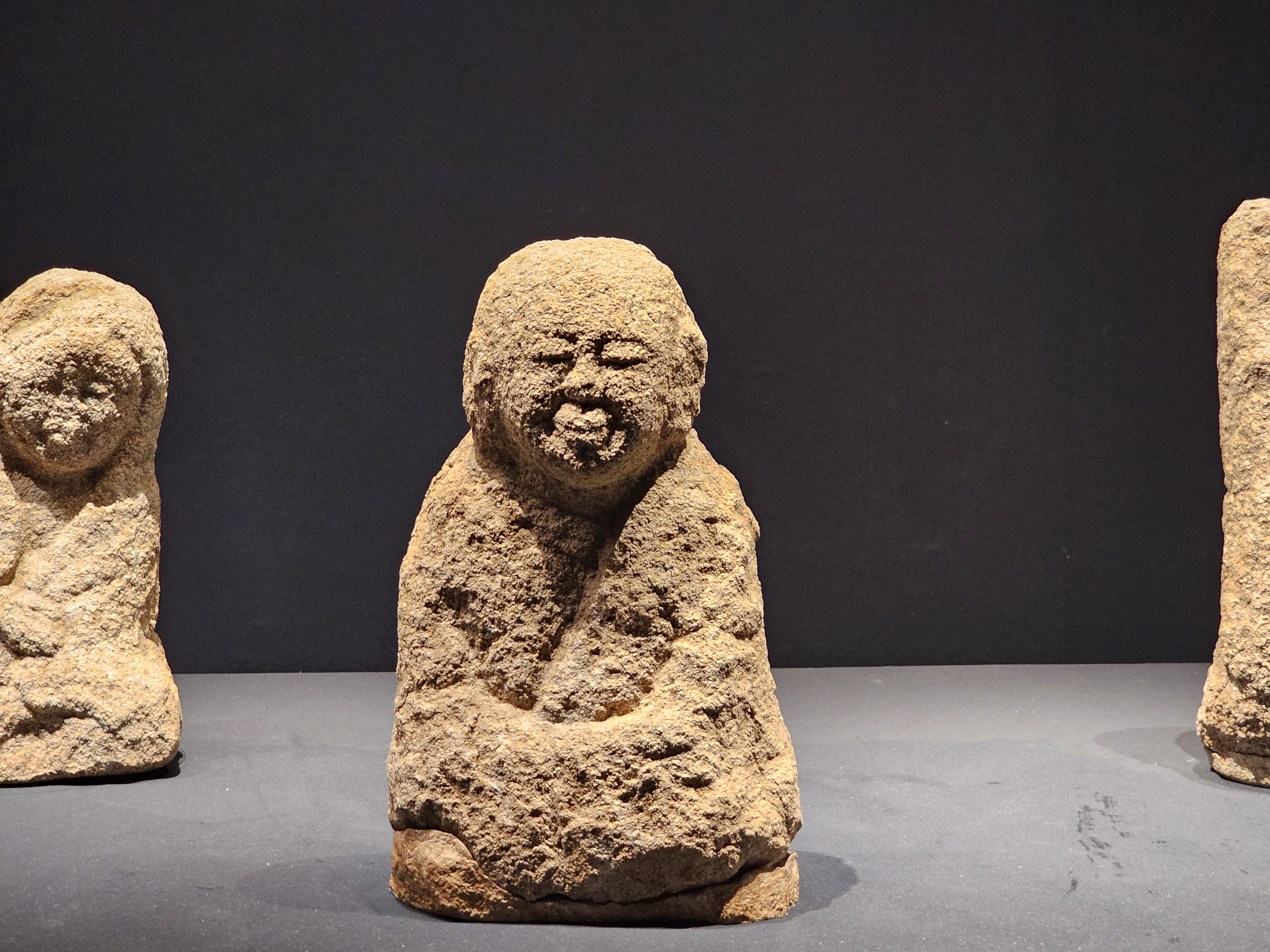
국립춘천박물관 소장 나한상

아라한(阿羅漢, 산스크리트어: arhat, 팔리어: arahant, 영어: perfected one), 혹은 줄여서 나한(羅漢)은 다음의 분류, 그룹 또는 체계의 한 요소이다.
- 초기불교 이래의 여래10호(如來十號) 또는 불10호(佛十號) 가운데 하나이다.
- 부파불교의 성문4과(聲聞四果) 가운데 최고의 계위인 아라한과를 말한다. 또는 아라한과의 성자를 말한다.
- 부파불교의 성문4과(聲聞四果)의 세분된 형태인 4향4과(四向四果) 가운데 최고의 계위인 아라한향과 아라한과를 통칭한다. 또는 아라한향이나 아라한과의 성자를 말한다.

산스크리트어 아르하트(arhat)의 음역어로 아라가(阿羅呵) 또는 아라하(阿羅呵)라고도 한다. 의역하여 살적(殺賊) · 불생(不生) · 응수공양(應受供養) 또는 응공(應供)이라고도 하며, 더 배워야 할 것 또는 더 알아야 할 것이 있는 유학(有學)의 성자에 대비하여, 성도(聖道)를 모두 성취했기에 더 배워야 할 것 또는 더 알아야 할 것이 없다는 뜻에서 무학(無學) 또는 무학인(無學人)이라고도 한다.
원래는 부처와 여래의 10가지 명호인 여래10호(如來十號) 또는 불10호(佛十號) 가운데 하나로 부처의 지위를 증득한 유정, 즉 부처 또는 여래를 가리키는 호칭이었다. 이후 부파불교 시대에서는 고타마 붓다에 대한 존경이 커져서 부처와 수행자로서의 아라한과는 구분하게 되었고, 성문의 4향4과의 최고위인 아라한향 · 아라한과의 유정을 통칭하여 아라한이라고 부르게 되었다. 나아가 부파불교에서는 모든 유정은 성문으로서의 최고위인 아라한은 될 수 있으나 부처가 되지는 못한다는 견해까지 나타났고, 이에 대해 모든 유정이 성불할 수 있다는 대승불교가 출현하면서 대승불교에서는 아라한이라는 낱말을 부파불교의 폄칭인 소승(小乘) 즉 성문 · 연각의 2승(二乘)의 최고위의 성자를 지칭하는 것으로 사용하게 되었다.
대승불교의 논서인 《대지도론》 등에서 아라한을 부처의 다른 명칭으로 해설하고 있는 것에서 보듯이, 아라한은 넓은 뜻에서는 대승불교의 보살 수행계위와 부파불교의 4향4과의 수행계위에서 최고의 계위의 성자를 가리키며, 좁은 뜻에서는 부파불교의 4향4과의 수행계위에서 최고의 계위의 성자를 가리킨다. 불교 경전과 논서들에서의 아라한의 의미는 이러한 문맥에 따라 달리 해석하여야 한다.

## 역사
원시불교에서는 불십호(佛十號)의 하나로서 응공이 쓰여져서 불타도 아라한이라고 불렸으나 부파불교에서는 불타에 대한 추모의 염이 높아짐과 동시에 불타를 신격화하는 경향이 강해져서 불타는 과거 수백천생(數百千生)의 장기에 걸쳐서 갖가지 이타(利他)의 선행을 해온 특별한 인격이며 석존 혼자만이 불타로 될 수 있는 것으로서 제자들은 이 인격완성자로서의 불타의 가르침을 듣고(聲聞) 그에 따라서 수행함으로써 성문으로서의 최고위인 아라한으로 될 수 있지만 불타로는 될 수 없다고 했다. 이윽고 모든 사람이 불타가 될 수 있다고 하는 대승불교가 흥기(興起)한 후 아라한은 소승(小乘)의 성자(聖者)에게만 국한하게 되었다.

## 다른 이름
여래10호(如來十號) 또는 불10호(佛十號)로서의 아라한은 공양을 받을 가치가 있는 사람을 뜻하는 데서 응공(應供)이라고 번역된다. 일체의 번뇌를 끊고 해야 할 일을 완성하고 다시 더 배울 바가 없다는 뜻에서 무학(無學)이라고도 불린다. 이러한 의미에서의 아라한은 세상 사람들로부터 존경과 공양을 받을 가치가 있는 아주 높은 경지에 도달한 사람을 말한다.

## 기타
아라한은 불교의 세계관에서 천신이나 호법신장에게 직접 보호를 받으며 아라한을 살해할 경우 불교에서 가장 무거운 형벌인 아비지옥에 떨어진다.

## 같이 보기
- 여래10호
- 제불통호
- 3승: 성문승 · 연각승 · 보살승
- 1승
- 자리와 이타
- 뢰야3위
- 6종아라한
  - 퇴법아라한(退法阿羅漢)
  - 사법아라한(思法阿羅漢)
  - 호법아라한(護法阿羅漢)
  - 안주법아라한(安住法阿羅漢)
  - 감달법아라한(堪達法阿羅漢)
  - 부동법아라한(不動法阿羅漢)
- 7종아라한
- 7성(七聖)
- 혜해탈(慧解脫)
- 심해탈(心解脫)
- 구해탈(俱解脫)
- 9무학(九無學)
- 18유학(十八有學)

## 내용주
1. ↑  용수의 저작을 구마라습이 번역한 한역본 《대지도론》에서는 여래10호로서의 아라한과 성문4과의 성자로서의 아라한을 구분하여, 전자의 경우에는 아라가(阿羅呵: '아라하'라고도 읽는다)라고 표기하고 후자의 경우에는 아라한(阿羅漢)이라고 표기하여 구분하고 있다. 하지만 이 둘의 원어는 동일하다.[15] 말하자면, 원어상으로는 문맥에 따라 구분해야 하는데, 구마라습이 이미 문맥에 따라 구분하여 《대지도론》을 번역해 놓은 상태인 것이다.

## 참조주
1. ↑  Warder 2000, 67쪽.
2. 1 2 3 4 5  "종교·철학 > 세계의 종교 > 불교 > 불교의 사상 > 근본불교의 사상 > 부파불교의 사상 > 아라한", 《글로벌 세계 대백과사전》
"아라한:
阿羅漢 아르하트(arhat)의 음역(音譯)으로서 공양을 받을 가치가 있는 사람을 뜻하는 데서 응공(應供)이라고 번역된다. 즉 일체의 번뇌를 끊고 해야 할 일을 완성하고 다시 더 배울 바가 없으며(無學), 세상 사람들로부터 존경·공양을 받을 가치가 있는 경지에 도달한 사람을 말한다. 원시불교에서는 불십호(佛十號)의 하나로서 응공이 쓰여져서 불타도 아라한이라고 불렸으나 부파불교에서는 불타에 대한 추모의 염이 높아짐과 동시에 불타를 신격화하는 경향이 강해져서 불타는 과거 수백천생(數百千生)의 장기에 걸쳐서 갖가지 이타(利他)의 선행을 해온 특별한 인격이며 석존 혼자만이 불타로 될 수 있는 것으로서 제자들은 이 인격완성자로서의 불타의 가르침을 듣고(聲聞) 그에 따라서 수행함으로써 성문으로서의 최고위인 아라한으로 될 수 있지만 불타로는 될 수 없다고 했다. 이윽고 모든 사람이 불타가 될 수 있다고 하는 대승불교가 흥기(興起)한 후 아라한은 소승(小乘)의 성자(聖者)에게만 국한하게 되었다."
3. ↑  星雲, "阿羅漢 3". 2013년 4월 20일에 확인
"阿羅漢: 　梵語 arhat，巴利語 arahant。為聲聞四果之一，如來十號之一。又作阿盧漢、阿羅訶、阿囉呵、阿黎呵、遏囉曷帝。略稱羅漢、囉呵。意譯應、應供、應真、殺賊、不生、無生、無學、真人。指斷盡三界見、思之惑，證得盡智，而堪受世間大供養之聖者。此果位通於大、小二乘，然一般皆作狹義之解釋，專指小乘佛教中所得之最高果位而言。若廣義言之，則泛指大、小乘佛教中之最高果位。
 　據成唯識論卷三載，阿羅漢通攝三乘之無學果位，故為佛之異名，亦即如來十號之一。另據俱舍論卷二十四舉出，阿羅漢乃聲聞四果（四沙門果）之一，為小乘之極果。可分為二種，即：(一)阿羅漢向，指尚在修行階段，而趨向於阿羅漢果者。(二)阿羅漢果，指斷盡一切煩惱，得盡智而受世間大供養之聖者。證入此果位者，四智圓融無礙而無法可學，故稱無學、無學果、無學位；若再完成無學正見乃至無學正定之八聖道，以及無學解脫、無學正智等十種無漏法，則稱為十無學支。
 　關於阿羅漢之語義，據大智度論卷三、大乘義章卷十七本、翻譯名義集卷一、卷二等舉出殺賊、不生、應供三義，稱為阿羅漢三義，為自古以來最常見之說。即：(一)殺賊，賊，指見、思之惑。阿羅漢能斷除三界見、思之惑，故稱殺賊。(二)不生，即無生。阿羅漢證入涅槃，而不復受生於三界中，故稱不生。(三)應供，阿羅漢得漏盡，斷除一切煩惱，應受人天之供養，故稱應供。梵語 arhan，為梵語 arhat（阿羅漢）之單數主格，意譯受供養、受尊敬，故上述三義中，以應供一義較為適切。此外，慧遠於大乘義章卷二十末亦以應化一切眾生、斷盡諸惑等四義解釋阿羅漢。又善見律毘婆沙卷四則舉出打壞三界車輻、遠離一切惡業、無覆藏等五種阿羅漢之釋義。
 　另就阿羅漢之種類而論，聲聞四果中之阿羅漢，依其根性利鈍之差別，可分為六種。據雜阿毘曇心論卷五、俱舍論卷二十五等所舉，即：(一)退法阿羅漢，又作退相阿羅漢，指遭遇小惡緣即容易退失所得之果位者。(二)思法阿羅漢，又作死相阿羅漢，指由於憂懼退失果位而思自害者。(三)護法阿羅漢，又作守相阿羅漢，指能守護而不致退失果位者。(四)安住法阿羅漢，又作住相阿羅漢，指不退亦不進，而安住於果位者。(五)堪達法阿羅漢，又作可進相阿羅漢，指能迅速精進，而達於不動法者。(六)不動法阿羅漢，又作不壞相阿羅漢，指永不退失所得之法者。
 　上述六種阿羅漢中，前五種為鈍根者，故得時解脫或時愛心解脫，而後者係屬利根者，故得不時解脫或不動心解脫。詳言之，倘若能遇善因緣而得入定之解脫，稱為時解脫；隨時可入定，而無須等待某種特定因緣之解脫，稱為不時解脫。又善護自己所得之阿羅漢果，並解脫煩惱者，稱為時愛心解脫；不再由於煩惱而退失果位之解脫者，稱為不動心解脫。此外，不動法阿羅漢以其利根之形成，又分為兩種，即：(一)本來生就不動種性者，稱為不退法阿羅漢、不退相阿羅漢。(二)由精進修行而達不動法者，稱為不動法阿羅漢。此二者合上述之五者共為七種阿羅漢。若再加緣覺、佛，則總稱九種阿羅漢，又稱為九無學。
 　另據中阿含經卷三十、成實論卷一等所舉，以慧解脫、俱解脫取代緣覺、佛，而形成另一種九無學。其中，藉智慧力以解脫煩惱之阿羅漢，稱為慧解脫阿羅漢。若得滅盡定，而於心、智慧兩方面悉皆解脫之阿羅漢，則稱俱解脫阿羅漢。此二者再加無疑解脫阿羅漢（在俱解脫中通達一切文義，而得四無礙解者），則成三種阿羅漢。〔佛本行集經卷三十四、卷四十二、北本涅槃經卷十八、彌勒上生經、大乘阿毘達磨集論卷十四、甘露味論卷上、大毘婆沙論卷九十四、法華義記卷一、成唯識論述記卷三末、法華義疏卷一、大日經疏卷一、翻梵語卷一、玄應音義卷八〕（參閱「九無學」147、「六種性」1302、「四向四果」1683） p3692"
4. 1 2  해주. "아비달마 불교 - 알기 쉬운 교리 강좌 보관됨 2016-03-13 - 웨이백 머신", 《월간 불광》. 제196호. 2013년 2월 22일에 확인.
"선업에 의해 선한 과보를 받아 선취에 태어남도 좋은 일이지만, 그러나 그것은 궁극적인 목표는 아니다. 아비달마에서 목표로 하는 깨달음의 경지는 이처럼 업보의 계박에서 벗어나 윤회를 초월하는 것이다. 무루의 지혜에 의해 번뇌를 소멸하고 깨달음의 열반의 경지에 이르는 길이 출세간의 길, 곧 성도이다. 설일체유부 아비달마에서는 이에 견도, 수도, 무학도의 세 길을 제시하고 있다. 여기서 무학도는 수도의 과정이라기보다 견도 수도에 의한 목적이다. 더 이상 배울 것이 없는 것이 무학이다. 견도의 견은 4제를 관한다는 의미이다. 견도 후에 알기는 해도 여전히 끊어지지 않는 애욕과 같은 번뇌까지도 수도의 과정에서 다 끊었을 때 비로서 아비달마에서 최고의 성자로 불리는 아라한이 되는 것이다. 물론 이 도중에 수다원 사다함 아나함 아라한의 네단계 계위가 설정되어 있다.

아라한인 응공은 여래십호의 하나이다. 부처님도 스스로를 아라한이라고 부르셨다. 그러한 아비달마논서에 있어서 수행자가 도달하는 궁극적 깨달음의 경지로서의 아라한과 불타의 경지는 분명히 구별되고 있다. 아비달마 논사들은 석존을 깊이 숭앙하는 마음에서 불타의 위대함을 극찬하면서 스스로 목적하는 바의 아라한과 불타의 거리를 엄격히 유지하였다. 그들이 도달한 아라한이 결코 불타일 수는 없었던 것이다."
5. ↑  용수 조, 구마라습 한역 & T.1509, 제2권. p. T25n1509_p0071b19 - T25n1509_p0071c01. 아라가(阿羅呵) 1
"　復名「阿羅呵」。云何名「阿羅呵」？　「阿羅」名「賊」，「呵」名「殺」——是名「殺賊」。如偈說：
 　「佛以忍為鎧，　精進為剛甲，
 　　持戒為大馬，　禪定為良弓，
 　　智慧為好箭；　外破魔王軍，
 　　內滅煩惱賊，　是名阿羅呵。」
 復次，「阿」名「不」，「羅呵」名「生」——是名「不生」。佛心種子，後世田中不生無明糠脫故。　復次，「阿羅呵」名「應受供養」。佛諸結使除盡，得一切智慧故，應受一切天地眾生供養；以是故，佛名「阿羅呵」。"
6. ↑  용수 지음, 구마라습 한역, 김성구 번역 & K.549, T.1509, 제2권. pp. 83-84 / 2698. 아라가(阿羅呵)3
"또한 아라가(阿羅呵)136)라고 부른다. 어찌하여 아라가라 하는가? 아라(阿羅)는 적(敵)137)이요 가(呵)는 살(殺)138)이니, 곧 살적(殺敵)이라 한다. 
게송에 이런 것이 있다. 
 
　　부처님은 인욕으로 투구를 삼고 
　　정진으로 갑옷을 삼고 
　　지계로써 큰 말을 삼고 
　　선정으로 활을 삼고 
 
　　지혜로써 좋은 화살을 삼아 
　　겉으로는 마왕의 군대를 깨뜨리고 
　　안으로는 번뇌의 도적을 무찌르니 
　　이를 아라가라 한다네. 
 
또한 아(阿)는 불(不)이요, 라가(羅呵)는 생(生)이니,139) 불생(不生)이라 한다. 부처님의 마음 종자가 뒷세상의 밭에서 생겨나지 않아 무명의 쭉정이를 벗기 때문이다. 
또한 아라가는 공양(供養)을 받을 만한 분이라 하니, 부처님은 모든 번뇌가 모두 다하고 온갖 지혜를 얻었으므로 일체 천지의 중생들의 공양을 다 받을 수 있다. 그러므로 부처님은 아라가라 한다. 
136) 범어로는 Arhat. 
137) 범어로는 ari. 
138) 범어로는 han. 
139) 범어 arhat를 부정접두어 a-와 rahat의 합성어로 보는 경우이다."
7. ↑  세친 지음, 현장 한역, 권오민 번역 & K.955, T.1558, 제2권. p. 85 / 1397. 무학(無學)
"논하여 말하겠다. 안근은 모두 바로 '견(見)'이며, 법계의 일부분인 여덟 가지 종류도 '견'이다. 그리고 그 밖의 것은 모두 비견(非見)이다. 
어떠한 것이 여덟 가지인가? 
이를테면 유신견(有身見) 등의 다섯 가지 염오견(染汚見)과 세간의 정견(正見)과 유학(有學: 무루지를 성취한 성자)의 정견과 무학(無學: 성도를 모두 성취한 성자, 즉 아라한)의 정견이니, 법계 가운데 바로 이러한 여덟 가지가 '견'이며, 그 밖의 법계와 나머지 16계는 모두 비견이다."
8. ↑  운허, "阿羅漢(아라한) 1". 2013년 4월 20일에 확인
"阿羅漢(아라한): 
[1] 【범】 arhan 소승의 교법을 수행하는 성문(聲聞) 4과의 가장 윗자리. 응공(應供)ㆍ살적(殺賊)ㆍ불생(不生)ㆍ이악(離惡)이라 번역. ⇒대아라한(大阿羅漢)ㆍ제사과(第四果) 
[2] 여래 10호의 하나. 성문 아라한과 구별하기 위하여 ‘아라하’라고 하나 원어의 뜻은 같음"
9. ↑  운허, "無學(무학". 2013년 4월 20일에 확인
"無學(무학): 
[1] 【범】 aśaikṣa 극과(極果)란 뜻. 모든 번뇌를 끊어 없애고, 소승 증과의 극위(極位)인 아라한과를 얻은 이를 말한다. 이 지위에 이르면 더 배울 것이 없으므로 무학이라 하고, 이 자리를 무학위(無學位)라 한다. 
[2] 고려 말기 스님. 자초(自超)의 법호."
10. ↑  星雲, "無學". 2013년 4월 20일에 확인
"無學: 　梵語 aśaiksa。為「有學」之對稱。雖已知佛教之真理，但未斷迷惑，尚有所學者，稱為有學。相對於此，無學指已達佛教真理之極致，無迷惑可斷，亦無可學者。聲聞乘四果中之前三果為有學，第四阿羅漢果為無學。〔俱舍論卷二十四、法華玄贊卷一〕（參閱「九無學」147、「有學」2458） p5138"
11. ↑  승가제바 한역(T.26). 《중아함경》(中阿含經) 제30권. 대정신수대장경. T1, No. 26, CBETA. 2022년 8월 23일에 확인:

T01n0026_p0616a17║居士！云何九無學人？思法、昇進法、不

T01n0026_p0616a18║動法、退法、不退法、護法——護則不退不護則退、

T01n0026_p0616a19║實住法、慧解脫、俱解脫，是謂九無學人。」
12. ↑  승가제바 한역, 번역자 미상(K.649, T.26). 《중아함경》 제30권. 2022년 8월 23일에 확인:

거사여, 어떤 것이 9무학인인가? 사법(思法)ㆍ승진법(昇進法)ㆍ부동법(不動法)ㆍ퇴법(退法)ㆍ불퇴법(不退法)ㆍ호법(護法)보호하면 물러나지 않고 보호하지 않으면 물러난다ㆍ실주법(實住法)ㆍ혜해탈(慧解脫)ㆍ구해탈(俱解脫)이니, 이것을 9무학인9)이라고 한다.”

9) 무학인(無學人：阿羅漢)의 위계에 9종의 차별이 있다. 첫째 퇴법(退法)이란 질병 등의 특별한 인연이 닥치면 곧 얻었던 과(果)를 잃어버리는 자이니 아라한 중 가장 근기가 둔한 자이다. 둘째 사법(思法)이란 얻은 아라한과를 잃게 될까 두려워 자살하여 얻은 과를 지키려는 자이다. 셋째 호법(護法)이란 얻은 법에서 물러나지 않도록 보호하고 지키지만 만일 조금만 나태해도 곧 물러나고 잃어버리게 되는 자이다. 넷째 실주법(實住法)이란 특별한 인연이 없으면 물러나지도 않고 또 특별한 인연이 없으면 앞으로 나아가지도 않는 자이다. 다섯째 승진법(昇進法)이란 수행을 능히 감내해 움직이지 않는 경지를 빨리 증득하는 자이다. 여섯째 부동법(不動法)이란 어떤 역경계를 만나더라도 수행의 의지와 갖가지 삼매의 인연이 부서지지 않는 자이다. 일곱째 불퇴법(不退法)이란 어떤 역경을 만나더라도 얻은 법의 공덕을 잃지 않는 자이다. 여덟째 혜해탈(慧解脫)이란 지혜를 방해하는 번뇌를 끊어 지혜의 자유를 얻은 자이다. 아홉째 구해탈(俱解脫)이란 선정과 지혜를 방해하는 모든 번뇌를 끊어 심해탈(心解脫)과 혜해탈(慧解脫)을 모두 성취한 자를 말한다.
13. ↑  용수 조, 구마라습 한역 & T.1509, 제2권. p. T25n1509_p0071b19 - T25n1509_p0071c01. 아라가(阿羅呵2).
14. ↑  용수 지음, 구마라습 한역, 김성구 번역 & K.549, T.1509, 제2권. pp. 83-84 / 2698. 아라가(阿羅呵)4.
15. ↑  운허, "阿羅漢(아라한) 2". 2013년 4월 20일에 확인.
16. ↑  星雲, "阿羅漢 4". 2013년 4월 20일에 확인.

## 참고 자료
- 이 문서에는 다음커뮤니케이션(현 카카오)에서 GFDL 또는 CC-SA 라이선스로 배포한 글로벌 세계대백과사전의 내용을 기초로 작성된 글이 포함되어 있습니다.
- 곽철환 (2003). 《시공 불교사전》. 시공사 / 네이버 지식백과.
- 세친 지음, 현장 한역, 권오민 번역 (K.955, T.1558). 《아비달마구사론》. 한글대장경 검색시스템 - 전자불전연구소 / 동국역경원. K.955(27-453), T.1558(29-1). [깨진 링크(과거 내용 찾기)]
- 용수 지음, 구마라습 한역, 김성구 번역 (K.549, T.1509). 《대지도론》. 한글대장경 검색시스템 - 전자불전연구소 / 동국역경원. K.549(14-493), T.1509(25-57). [깨진 링크(과거 내용 찾기)]
- 운허.  동국역경원 편집, 편집. 《불교 사전》. 2016년 3월 6일에 원본 문서에서 보존된 문서. 2013년 4월 20일에 확인함.
- (영어) DDB. 《Digital Dictionary of Buddhism (電子佛教辭典)》. Edited by A. Charles Muller.
- (영어) Warder, A.K. (2000). 《Indian Buddhism》. Delhi: Motilal Banarsidass Publishers.
- (중국어) 佛門網. 《佛學辭典(불학사전)》. 2015년 3월 17일에 원본 문서에서 보존된 문서. 2013년 4월 20일에 확인함.
- (중국어) 星雲. 《佛光大辭典(불광대사전)》 3판. 2011년 3월 19일에 원본 문서에서 보존된 문서. 2013년 4월 20일에 확인함.
- (중국어) 세친 조, 현장 한역 (T.1558). 《아비달마구사론(阿毘達磨俱舍論)》. 대정신수대장경. T29, No. 1558, CBETA. 2014년 3월 17일에 원본 문서에서 보존된 문서. 2013년 4월 20일에 확인함.
- (중국어) 阿含辭典. 《阿含辭典(아함사전)》.
- (중국어) 용수 조, 구마라습 한역 (T.1509). 《대지도론(大智度論)》. 대정신수대장경. T25, No. 1509, CBETA. 2014년 3월 22일에 원본 문서에서 보존된 문서. 2013년 4월 20일에 확인함. }